# Gyposaurus
Il giposauro (gen. Gyposaurus) è un dinosauro erbivoro appartenente ai sauropodomorfi. Visse nel Giurassico inferiore (Hettangiano/Sinemuriano, circa 190 milioni di anni fa). I suoi resti sono stati ritrovati in Sudafrica e in Cina. 

## Descrizione
Noti per esemplari incompleti, i dinosauri noti come "giposauri" erano probabilmente giovani esemplari di prosauropodi. Come tutti i prosauropodi, dovevano possedere un collo lungo e una testa relativamente piccola. Gli arti anteriori erano forniti di artigli ricurvi, mentre quelli posteriori erano lunghi e robusti. Sia gli esemplari africani che quelli cinesi non dovevano superare di molto i due metri di lunghezza, ma probabilmente le forme adulte potevano raggiungere e oltrepassare i 4 metri. Il nome Gyposaurus deriva dal greco e significa "lucertola avvoltoio", a causa dell'antiquata ipotesi che i dinosauri prosauropodi fossero carnivori.

## Classificazione
Questo dinosauro è noto per la sua classificazione confusa. Fu descritto per la prima volta nel 1911 dal paleontologo scozzese Robert Broom, sulla base di uno scheletro parziale denominato Gyposaurus capensis e proveniente dal Sudafrica. I fossili comprendevano alcune vertebre dorsali e caudali, costole, gastralia, una scapola parziale, cinto pelvico e gran parte della zampa posteriore destra, e vennero scoperti nella formazione Elliot superiore nello Stato Libero dell'Orange, in Sudafrica. 
Gyposaurus venne poi considerato un sinonimo dell'altrettanto enigmatico Hortalotarsus, un altro sauropodomorfo sudafricano. Nel 1976 Galton e Cluver lo considerarono invece identico al nordamericano Anchisaurus, mentre Cooper nel 1981 lo mise in sinonimia con il ben noto Massospondylus, del Giurassico inferiore sudafricano. 
Nel frattempo, numerosi fossili provenienti dalla Cina, databili all'incirca allo stesso periodo e trovati nella formazione di Lufeng (Yunnan), vennero descritti nel 1940 come Gyposaurus sinensis da Yang Zhongjian, uno dei massimi esperti di vertebrati fossili nella Cina di quel periodo. Oltre all'olotipo (un cranio e uno scheletro parziale), Yang ascrisse alla nuova specie una dozzina di altri esemplari incompleti. Nel 1976 Galton ritenne che Gyposaurus sinensis fosse in realtà una forma giovanile del prosauropode noto come Lufengosaurus, ritrovato nei medesimi luoghi. Di contro, nel 1992 Dong Zhiming considerò Gyposaurus sinensis una forma identica ad Anchisaurus (come già accaduto per l'altra specie sudafricana). 
Nel 2004, tuttavia, uno studio compiuto dallo stesso Galton e da Upchurch sui dinosauri sauropodomorfi basali ha considerato "Gyposaurus" sinensis una specie valida, probabilmente da ascrivere a un nuovo genere.